# Francesco II Moncada
Francesco Moncada de Luna, principe di Paternò (1569 circa – Adernò, 4 maggio 1592), è stato un nobile, politico e militare italiano del XVI secolo.

## Biografia
Nacque intorno al 1569 da Cesare, II principe di Paternò, e da Aloisia de Luna Vega dei duchi di Bivona. Nel 1571 il padre morì prematuramente e la madre dovette occuparsi da sola dell'educazione sua e della sorella Isabella. La medesima, lo avviò agli studi in cui apprese la giurisprudenza, la filosofia, la letteratura e la matematica. Si dedicò inoltre alla pittura, alla scultura ed al mecenatismo e svolse anche la professione di avvocato per le persone povere, che aiutava ed ascoltava.
Il 13 febbraio 1572 fu investito dei titoli e dei feudi paterni, tra i quali quello di principe di Paternò, di conte di Adernò e di Caltanissetta, ed ebbe come reggenti il nonno materno Pietro de Luna, duca di Bivona e lo zio paterno Fabrizio Moncada, fino alla maggiore età. Nel 1585 sposò la nobildonna Maria d'Aragona La Cerda († 1610), figlia di Antonio d'Aragona Cardona, IV duca di Montalto. Dall'unione nacquero quattro figli, e il 3 settembre 1586 ebbe investitura maritali nomine dei titoli e dei feudi degli Aragona, quali il Ducato di Montalto e la Contea di Collesano.
Nel 1588 il Principe Francesco acquistò con enfiteusi il Palazzo Ajutamicristo per 390 onze annuali, con la prospettiva di farne la residenza di famiglia e sede di corte. Nel 1590, assieme alla sua consorte fondò in Caltanissetta l'ospedale del Fatebenefratelli per i poveri indigenti, e nella stessa città introdusse la Compagnia di Gesù per aiutare la cultura del popolo.
Nel 1591 il Principe di Paternò fu nominato capitano generale dal Viceré di Sicilia per difendere l'isola dalle scorrerie dei Turchi, che represse efficacemente uccidendo numerosi ladri e banditi. Durante la spedizione si ammalò di malaria ad Adernò, dove morì il 4 maggio 1592.

### Matrimoni e discendenza
Francesco Moncada de Luna, III principe di Paternò, dal suo matrimonio con Maria d'Aragona La Cerda ottenne la seguente discendenza:
- Luisa (1585-1629), che fu moglie di Eugenio de Padilla Manrique, conte di Santa Gadea;
- Giovanni (1587-?), morto adolescente;
- Antonio, IV principe di Paternò (1589-1631), che sposò la nobildonna spagnola Juana de la Cerda y de la Cueva, figlia di Juan, duca di Medinaceli, e da cui ebbe cinque figli;
- Isabella (1591-?)
- Cesare (1593-1633).[3][10]

## Ascendenza

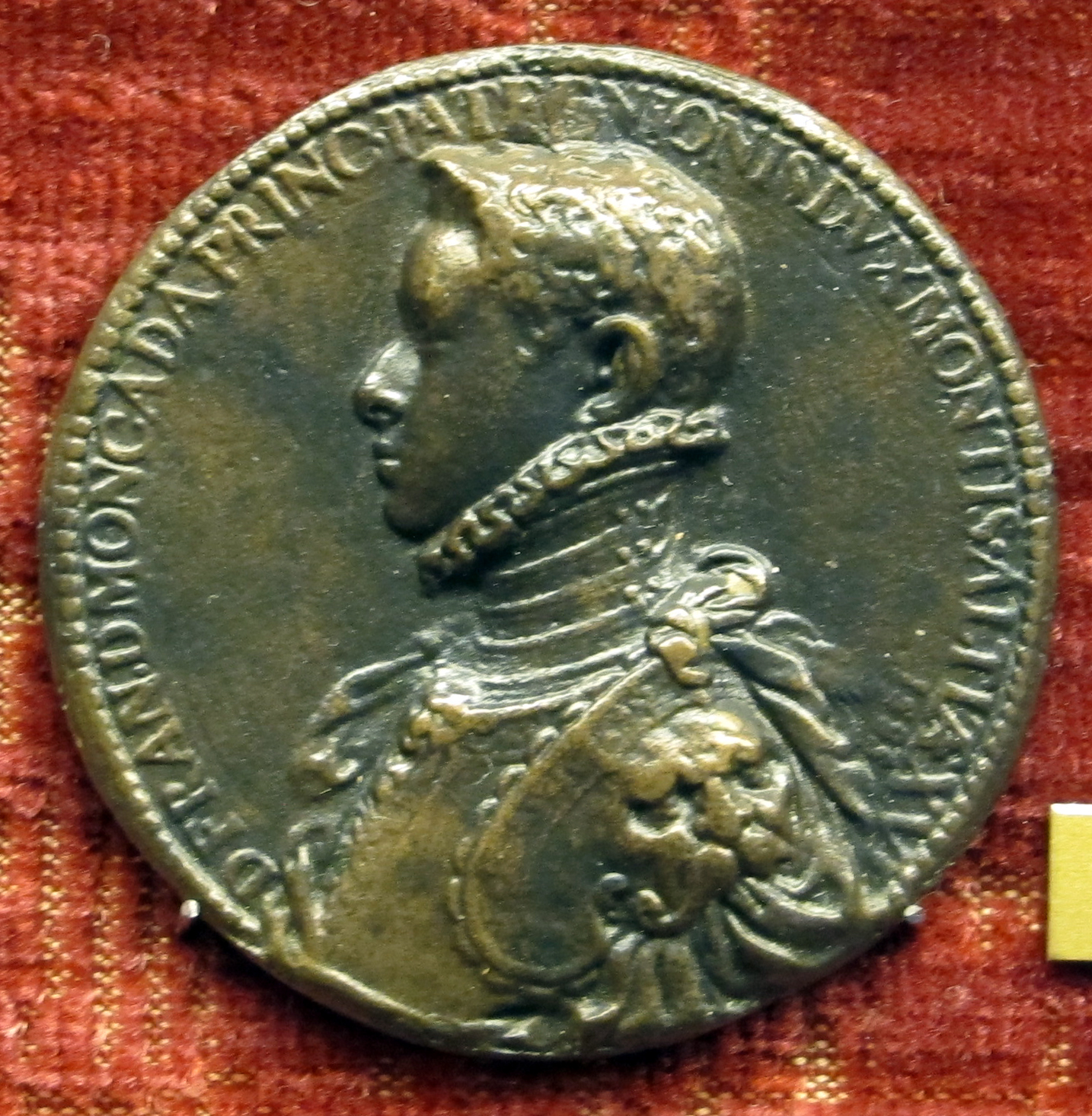
Medaglia del principe Francesco Moncada

|                                                |                            |                                                         | Genitori                                            |  |  | Nonni |  |  | Bisnonni                                   |  |  | Trisnonni                                               |  |
|                                                |                            |                                                         |                                                     |  |  |       |  |  | Antonio Moncada e Moncada, conte di Adernò |  |  | Guglielmo Raimondo Moncada Ventimiglia, conte di Adernò |  |
|                                                |                            |                                                         |                                                     |  |  |       |  |  | Antonio Moncada e Moncada, conte di Adernò |  |  | Guglielmo Raimondo Moncada Ventimiglia, conte di Adernò |  |
|                                                |                            | Contissella Moncada Esfar                               |                                                     |  |  |       |  |  | Antonio Moncada e Moncada, conte di Adernò |  |  |                                                         |  |
| Francesco Moncada de Luna, principe di Paternò |                            |                                                         |                                                     |  |  |       |  |  | Antonio Moncada e Moncada, conte di Adernò |  |  |                                                         |  |
|                                                |                            | Eleonora Giovanna de Luna Rosso                         | Sigismondo de Luna Cardona, conte di Sclafani       |  |  |       |  |  |                                            |  |  |                                                         |  |
|                                                |                            | Eleonora Giovanna de Luna Rosso                         | Sigismondo de Luna Cardona, conte di Sclafani       |  |  |       |  |  |                                            |  |  |                                                         |  |
|                                                |                            | Eleonora Giovanna de Luna Rosso                         | Beatrice Rosso Spatafora                            |  |  |       |  |  |                                            |  |  |                                                         |  |
| Cesare Moncada Pignatelli, principe di Paternò |                            | Eleonora Giovanna de Luna Rosso                         |                                                     |  |  |       |  |  |                                            |  |  |                                                         |  |
|                                                |                            | Camillo Pignatelli Gesualdo, conte di Borrello          | Ettore Pignatelli Offieri, duca di Monteleone       |  |  |       |  |  |                                            |  |  |                                                         |  |
|                                                |                            | Camillo Pignatelli Gesualdo, conte di Borrello          | Ettore Pignatelli Offieri, duca di Monteleone       |  |  |       |  |  |                                            |  |  |                                                         |  |
|                                                |                            | Camillo Pignatelli Gesualdo, conte di Borrello          | Ippolita Gesualdo                                   |  |  |       |  |  |                                            |  |  |                                                         |  |
| Caterina Pignatelli Carafa                     |                            | Camillo Pignatelli Gesualdo, conte di Borrello          |                                                     |  |  |       |  |  |                                            |  |  |                                                         |  |
|                                                |                            | Giulia Carafa Saracena                                  | Berlingieri Carafa Pignatelli                       |  |  |       |  |  |                                            |  |  |                                                         |  |
|                                                |                            | Giulia Carafa Saracena                                  | Berlingieri Carafa Pignatelli                       |  |  |       |  |  |                                            |  |  |                                                         |  |
|                                                |                            | Giulia Carafa Saracena                                  | Camilla Saracena del Tufo, baronessa di Novi        |  |  |       |  |  |                                            |  |  |                                                         |  |
| Francesco Moncada de Luna, principe di Paternò |                            | Giulia Carafa Saracena                                  |                                                     |  |  |       |  |  |                                            |  |  |                                                         |  |
|                                                | Sigismondo de Luna Moncada | Giovanni Vincenzo de Luna Rosso, conte di Caltabellotta |                                                     |  |  |       |  |  |                                            |  |  |                                                         |  |
|                                                | Sigismondo de Luna Moncada | Giovanni Vincenzo de Luna Rosso, conte di Caltabellotta |                                                     |  |  |       |  |  |                                            |  |  |                                                         |  |
|                                                | Sigismondo de Luna Moncada | Diana Moncada e Moncada                                 |                                                     |  |  |       |  |  |                                            |  |  |                                                         |  |
| Pietro de Luna Salviati, duca di Bivona        | Sigismondo de Luna Moncada |                                                         |                                                     |  |  |       |  |  |                                            |  |  |                                                         |  |
|                                                |                            | Luisa Salviati de' Medici                               | Jacopo Salviati                                     |  |  |       |  |  |                                            |  |  |                                                         |  |
|                                                |                            | Luisa Salviati de' Medici                               | Jacopo Salviati                                     |  |  |       |  |  |                                            |  |  |                                                         |  |
|                                                |                            | Luisa Salviati de' Medici                               | Lucrezia de' Medici                                 |  |  |       |  |  |                                            |  |  |                                                         |  |
| Aloisia de Luna Vega                           |                            | Luisa Salviati de' Medici                               |                                                     |  |  |       |  |  |                                            |  |  |                                                         |  |
|                                                |                            | Juan de Vega Enríquez, signore di Grajal                | Hernando de Vega, signore di Grajal                 |  |  |       |  |  |                                            |  |  |                                                         |  |
|                                                |                            | Juan de Vega Enríquez, signore di Grajal                | Hernando de Vega, signore di Grajal                 |  |  |       |  |  |                                            |  |  |                                                         |  |
|                                                |                            | Juan de Vega Enríquez, signore di Grajal                | Blanca Enríquez de Acuña                            |  |  |       |  |  |                                            |  |  |                                                         |  |
| Isabel de Vega y Osório                        |                            | Juan de Vega Enríquez, signore di Grajal                |                                                     |  |  |       |  |  |                                            |  |  |                                                         |  |
|                                                |                            | Eleonora Osorio Sarmiento                               | Álvaro Osório, marchese di Astorga                  |  |  |       |  |  |                                            |  |  |                                                         |  |
|                                                |                            | Eleonora Osorio Sarmiento                               | Álvaro Osório, marchese di Astorga                  |  |  |       |  |  |                                            |  |  |                                                         |  |
|                                                |                            | Eleonora Osorio Sarmiento                               | Isabel Sarmiento de Zúñiga, contessa di Santa Marta |  |  |       |  |  |                                            |  |  |                                                         |  |
|                                                |                            | Eleonora Osorio Sarmiento                               |                                                     |  |  |       |  |  |                                            |  |  |                                                         |  |